# بيل سويفت (لاعب كرة قاعدة)
بيل سويفت (بالإنجليزية: Bill Swift)‏ هو لاعب كرة قاعدة أمريكي، ولد في 19 يونيو 1908 في إلميرا في الولايات المتحدة، وتوفي في 23 فبراير 1969 في بارتو في الولايات المتحدة.

## وصلات خارجية
- بيل سويفت (لاعب كرة قاعدة) على موقع دوري كرة القاعدة الرئيسي (الإنجليزية)
- بيل سويفت (لاعب كرة قاعدة) على موقعبيزبول رفرنس.كوم (الدوري الرئيسي) (الإنجليزية)
- بيل سويفت (لاعب كرة قاعدة) على موقعبيزبول رفرنس.كوم (الدوري الثانوي) (الإنجليزية)